# فلورنسا باغلي
فلورنسا باغلي (بالإنجليزية: Florence Bagley)‏ هي عالمة نفس أمريكية، ولدت في 7 يناير 1874، وتوفيت في 1952.